# Thorsten J. Pattberg
Thorsten J. Pattberg, né le 20 juin 1977 à Hamm, est un philosophe et critique culturel allemand de l'Université de Pékin. Il est l'auteur de la Dichotomie Est-Ouest.

## Biographie
Pattberg a suivi une formation de juriste et a travaillé jusqu'en 2001 dans les services judiciaires de la ville de Hamm et plus tard de la ville de Münster. Il a étudié les études asiatiques et le sanscrit à l'Université d'Édimbourg et la littérature comparée à l'Université Fudan et à l'Université de Pékin. Pattberg était chercheur invité à l'Université de Tokyo et à l'Université Harvard. Il a reçu un doctorat de l'Université de Beijing en 2012. Il étudie avec Ji Xianlin et Tu Weiming.

## Recherche
Les travaux de Pattberg traitent de questions relatives à l'impérialisme linguistique, à la compétition pour les mots et à la souveraineté qui en découle en matière d'interprétation, en particulier en ce qui concerne les univers conceptuels est-asiatiques. Ainsi, il considère que les traductions de terminologies culturellement pertinentes sont fondamentalement discutables. Dans la monographie Shengren, Pattberg décrit le concept de "Shengren" issu du confucianisme comme un archétype asiatique de la sagesse, tel qu’il n’existe pas en Occident, semblable aux termes "Bodhisattva" et "Bouddha" du Bouddhisme. Cela découle de la demande centrale de Pattberg selon laquelle les concepts les plus importants d’Asie orientale, notamment le chinois, ne devraient plus être traduits, mais intégrés dans un vocabulaire global.

## Publications
- The East-West Dichotomy: The Conceptual Contrast Between Eastern and Western Cultures. Beijing: Foreign Language Press. 2013.  (ISBN 9787119085821).
- Shengren: Beyond Philosophy and Above Religion. New York: LoD Press. 2011.  (ISBN 978-0984209118).
- Lingualism: A New Frontier in Culture Studies. Asia Pacific World. Tokyo: Berghahn. Vol. 4, No. 1, pp. 32–35. 2013

## Articles de journaux
- Language Imperialism: "Democracy" in China. The Japan Times. Tokyo. Nov 17, 2011.
- Translation Distort the Reality. China Daily. Beijing. Feb 22, 2013.
- Western Translations Distort China's Reality. The Korea Herald. Seoul. Apr 30, 2013.
- Chinese Dream May Get Lost In Translation. Global Times. Beijing. Jul 2, 2013.
- The End of Translation. Asia Times. Hong Kong. Sep 29, 2012.

## Entretiens
- Knowledge is a Polyglot: The Future of Global Language. Big Think. New York. Oct 23, 2013.
- China and the West Grow Closer through Higher Education Cooperation. China Today. Beijing. Sep 25, 2013.